# Passchendaele Museum

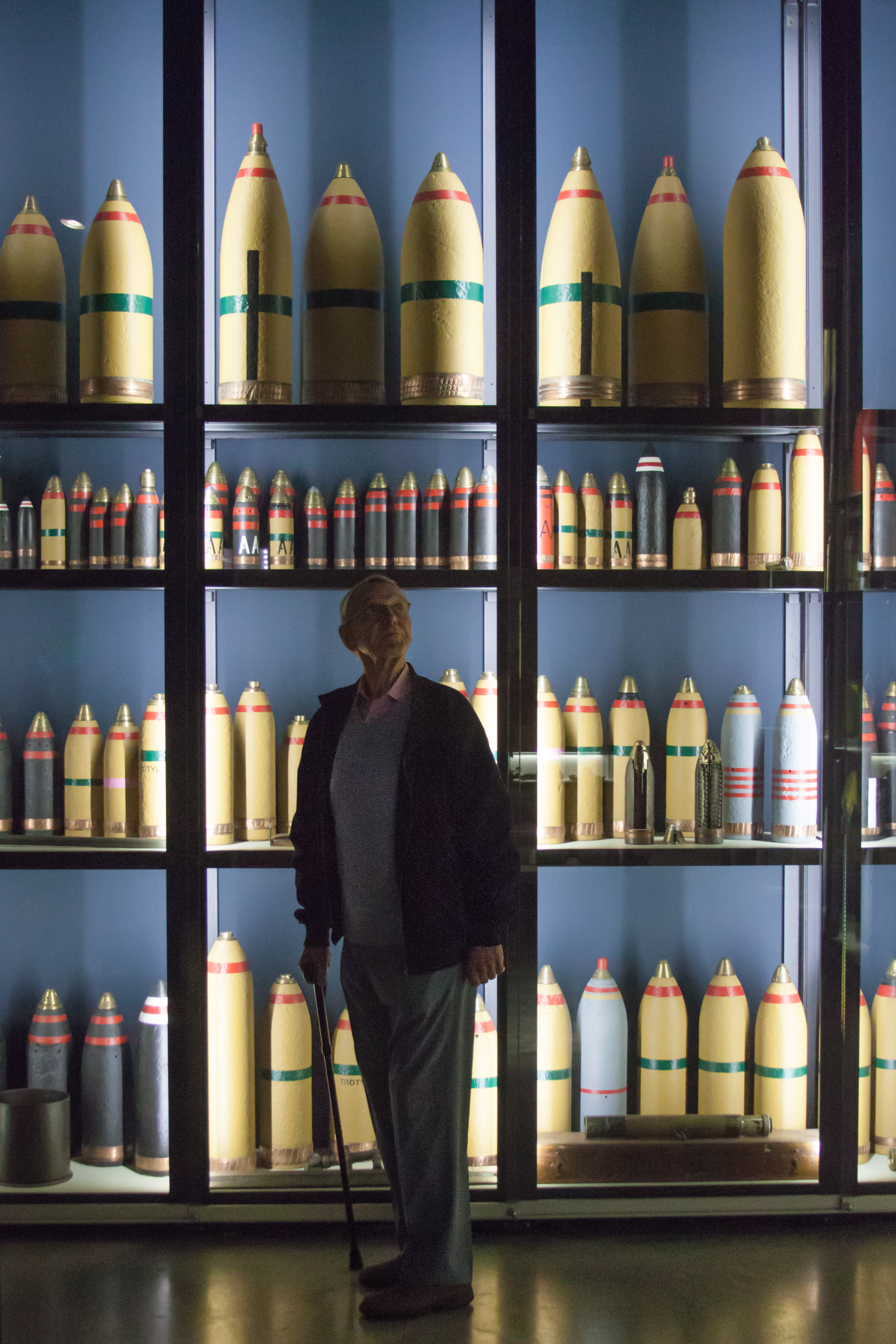
De artilleriezaal van het museum

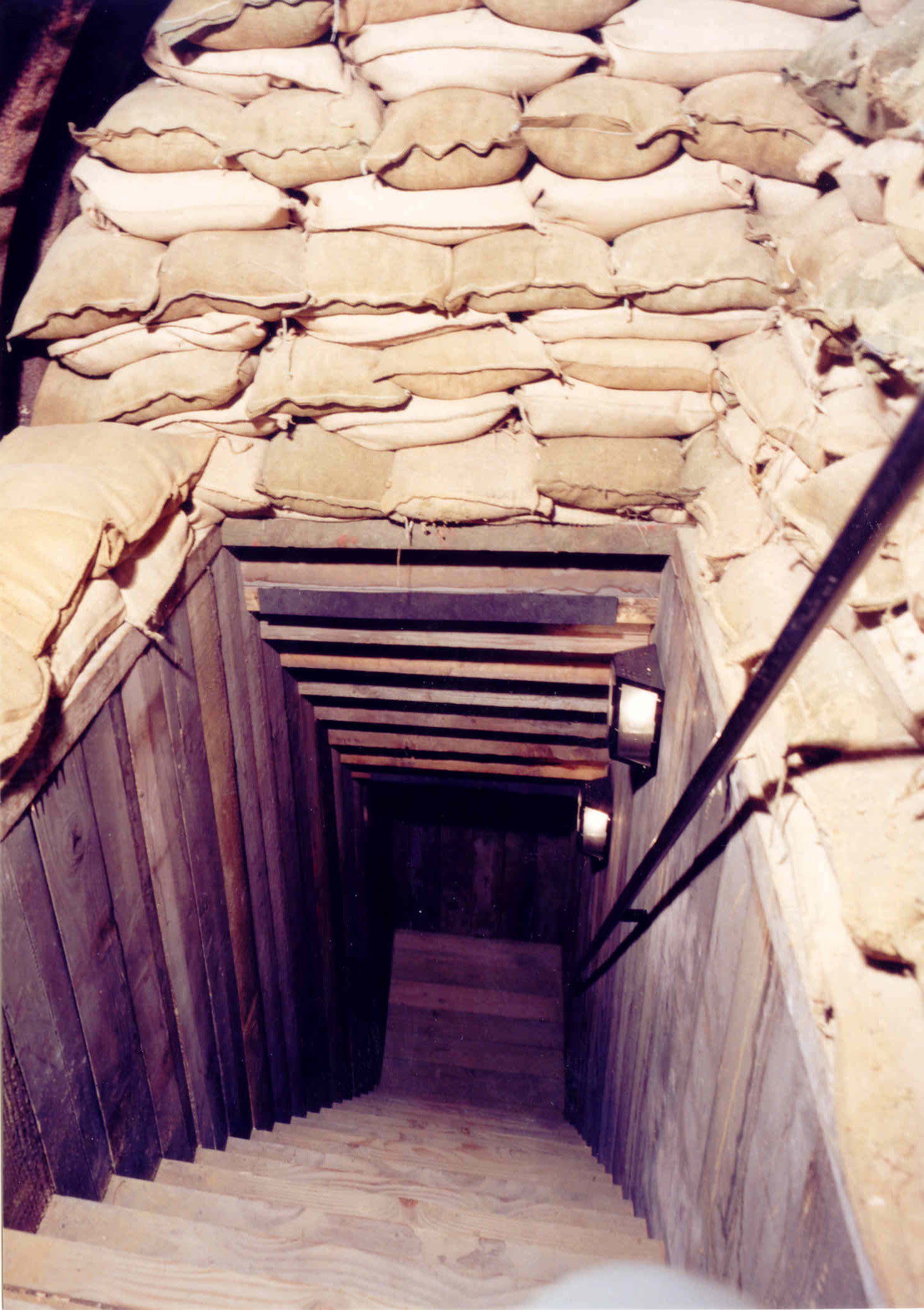
De dug-out toont een communicatiepost, een verbandpost, een pompkamer, het hoofdkwartier en slaapplaatsen

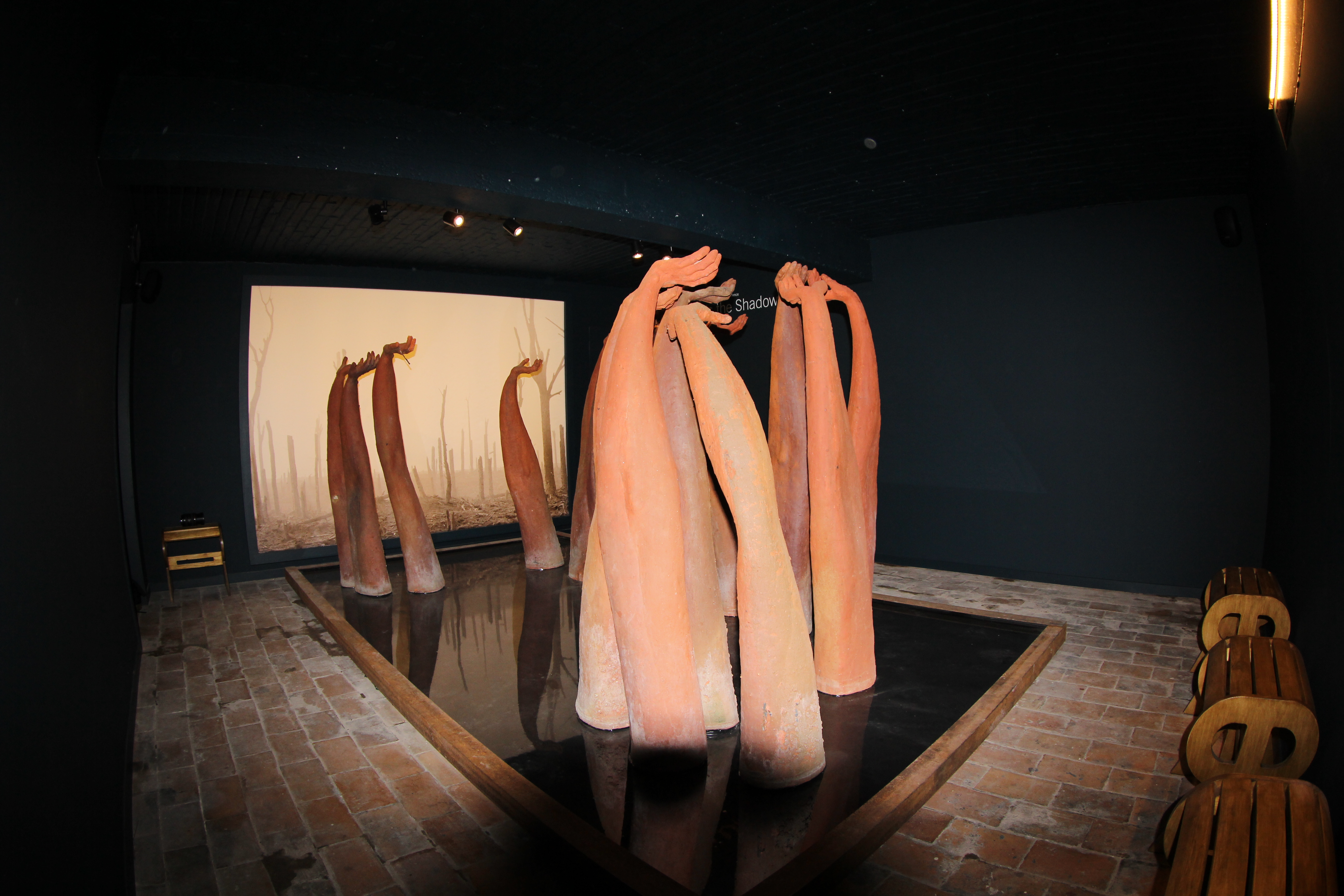
Falls The Shadow

Het Passchendaele Museum (sinds 2022 de publieksnaam, de juridische naam is AGB Memorial Museum Passchendaele 1917) brengt het verhaal van de Eerste Wereldoorlog, specifiek de Derde Slag om Ieper in 1917. Het museum is gevestigd in het kasteelpark van Zonnebeke en werd geopend in 2004. De museumsite bevindt zich in het midden van de toenmalige oorlogslandschap. Belangrijke sites zoals het Polygoonbos en Tyne Cot Cemetery liggen op wandel- en fietsafstand van het museum. Na renovatie werd in april 2025 het vernieuwde museum geopend.

## Geschiedenis
Het Passchendaele Museum is gevestigd in het kasteel van Zonnebeke. Eind jaren 1970 sterft de laatste kasteeleigenaar, waarna de gemeente Zonnebeke het kasteeldomein aankoopt. De gebouwen waren na jaren van verwaarlozing in slechte staat. Na een grondige renovatie werd het gebouw uitgebaat als cultuurcentrum. De aanzet om een permanent museum in het gebouw op te richten kwam in 1987. Dat jaar - zeventig jaar na datum - organiseerde de gemeente een succesvolle tijdelijke tentoonstelling over de Derde Slag om Ieper. Het enthousiaste onthaal van dit evenement stimuleerde de opbouw van een permanente tentoonstelling. In 1989 opende op de eerste verdieping een regionaal museum over het oorlogsverleden en ander plaatselijke erfgoed. In 2002 werd gekozen om de focus van het museum te vernauwen tot de Eerste Wereldoorlog.
Het Passchendaele Museum opende zijn deuren in april 2004 en verkreeg in 2008 het 'kwaliteitslabel voor collectiebeherende organisaties', waardoor het een regionaal erkend museum werd. De kasteelgebouwen ontvingen in 2011 definitieve bescherming, wat de start markeerde van een nieuwe restauratieronde. Ter gelegenheid van de eeuwherdenking van de Eerste Wereldoorlog is ook het museumtraject uitgebreid en verbindt sindsdien een nieuwe ondergronds museumgebouw het kasteel met het buitengedeelte. Dit gebouw opende zijn deuren op 12 juli 2014. Een jaar later nam het museum de gerestaureerde pastorie van Zonnebeke in gebruik als kenniscentrum.

## Parcours
Het museumparcours is ruim 600 meter en bestaat uit vijf thema's. De eerste verdieping toont een overzicht van de Eerste Wereldoorlog in de streek en over de Vijf Slagen bij Ieper. Het tweede deel is een Britse dug-out die opnieuw werd ingericht. De dug-out toont een communicatiepost, een verbandpost, een pompkamer, het hoofdkwartier en slaapplaatsen. In het derde deel focust een ondergronds gebouw op de Slag om Passchendaele en wordt er stilgestaan bij de internationale oorlog en de bijdrage van verschillende naties tijdens de slag. Er is een maquette van het oorlogslandschap. Het vierde deel is de Trench Experience met Duitse en Britse loopgraven en originele schuilplaatsen. Het laatste deel is de herinneringsgalerij. Die herdenkt de slachtoffers uit in de streek.

## Collectie
Het Passchendaele Museum richt zich voornamelijk militair-historische aspecten van de Eerste Wereldoorlog in de Ieperboog. Dit uit zich in de collectie van het museum die in 2022 zo'n 13.000 objecten bevatte. Enkele belangrijke deelcollecties zijn:
- Deelcollectie 'oude collectie' (verworven tussen 1989 en 2002)
- Deelcollectie  'Hill 60' - afkomstig van het voormalige Hill 60 Museum.
- Deelcollectie  'Vieux-Berquin' - afkomstig van het voormalige Musée Franco-Australien in Vieux-Berquin, Frankrijk.
- Deelcollectie  'Fierens' - een uitzonderlijk grote en goed bewaarde collectie inerte WOI-munitie.
- Deelcollectie  'personalia' - objecten verbonden of geassocieerd met specifieke personen.

## Passchendaele Kenniscentrum
Op 27 april 2014 opende het Passchendaele Museum een kenniscentrum in de voormalige pastorie van Zonnebeke. Het gebouw huisvest een kantoor voor het onderzoekspersoneel van het museum, een bibliotheek en een leeszaal. Het Passchendaele Kenniscentrum staat open voor onderzoekers en bezoekers met historische vragen. Het museum deelt het gebouw met de Zonnebeekse Heemvrienden, de lokale heemkring.